# طحلة بردين
قرية طحلة بردين هي إحدى القرى التابعة لمركز الزقازيق في محافظة الشرقية في جمهورية مصر العربية. حسب إحصاءات سنة 2006، بلغ إجمالي السكان في طحلة بردين 9669 نسمة، منهم 5104 رجل و4565 امرأة.

## التاريخ
قرية طحلة بردين من القرى القديمة، حيث وردت باسم «طحلا»في أعمال الشرقية ضمن قرى الروك الصلاحي التي أحصاها ابن مماتي في كتاب قوانين الدواوين. كما وردت باسم «طحلا العرب» في أعمال الشرقية ضمن قرى الروك الناصري التي أحصاها ابن الجيعان في كتاب «التحفة السنية بأسماء البلاد المصرية». وفي العصر العثماني كان اسمها في التربيع العثماني الذي أجراه الوالي العثماني سليمان باشا الخادم في عصر السلطان العثماني سليمان القانوني «طحلا العرب» ضمن قرى ولاية الشرقية، وفي تاريخ 1228هـ/1813م الذي عدّ قرى مصر بعد المسح الذي قام به محمد علي باشا باسم «طحلة العرب» ضمن قرى مديرية الشرقية، ثم تغير الاسم إلى «طحلة بردين» سنة 1259هـ/1843م.